# 시즈촌 (이바라키현)
시즈촌(静村)은 이바라키현 나카군에 일찍이 존재했던 촌이다.

## 지리
현재의 히타치오미야시 남동부, 나카시 북서부에 해당한다. 촌 지역은 평지이며,구지강의 지류가 흐르고 있다.

## 역사
- 1889년 4월 1일 - 정촌제 시행에 수반해 나카군 시즈촌이 성립하였다.
- 1955년 3월 31일 - 가미노촌, 오가촌, 오바촌, 세키촌의 일부, 다마가와촌과 합병해 오미야정이 성립하여, 동일 시즈촌은 폐지되었다.

## 인구
| 1891년 | 2,847 |
| 1920년 | 2,859 |
| 1935년 | 3,173 |
| 1950년 | 4,199 |

## 교통

### 철도
- 일본국유철도 (→ 동일본 여객철도)
  - 스이군선

### 도로
- 2급국도
  - 국도 제118호선

## 참고문헌
- 大宮町史編さん委員会編 『大宮町史』、大宮町、1977年
- 瓜連町史編さん委員会編 『瓜連町史』、瓜連町、1986年
- 角川日本地名大辞典編纂委員会『가도카와 일본 지명 대사전 8 茨城県』、가도카와 쇼텐、1983年 ISBN 4040010809